# Référendum sur le nouveau statut de la Nouvelle-Calédonie
Le référendum sur le nouveau statut de la Nouvelle-Calédonie est prévu pour février 2026 à la suite de l'accord de Bougival conclu en juillet 2025 sur l'avenir institutionnel de la collectivité au sein de la république Française. Cet accord prévoit aussi une réforme constitutionnelle pour intégrer ce nouveau statut.

## Contexte
Les trois référendums sur l'indépendance de la Nouvelle Calédonie entre 2018 et 2021 ont tous donné lieu à une victoire du "non". Cependant, la consultation de 2021 à été marquée par une forte abstention notamment due au boycott du camp indépendantiste.
Après ces consultations, la question d'un nouveau statut durable est posée (le statut étant alors provisoire et conclu en 1998 pour permettre l'autodétermination de l'archipel), des négociations étant prévues devant aboutir à un référendum sur le statut en juin 2023. Cependant, les indépendantistes vont boycotter dans un premier temps les négociations amenant à un premier report du référendum.
En 2024, une reforme constitutionnelle est engagée pour cesser le gel du corps électoral en nouvelle Calédonie pour les élections provinciales et les référendums locaux, la loi constitutionnelle est adoptée par les deux chambres parlementaires mais non soumise au congrès du parlement ni au référendum en raison de vives contestations en Nouvelle Calédonie provoquant de nouvelles violences.
Des négociations pour un nouvel accord sont discutés en juillet 2025 et aboutissent à l'accord de Bougival.

## Contenu de l'accord
L'accord prévoit notamment un dégel du corps électoral, la création d'une nationalité calédonienne se superposant à la française , un transfert de compétences de l'Etat à la collectivité en matière de diplomatie.